# 张志超案
张志超案（又名张志超强奸、王广超包庇案）是2005年2月在中国山东省临沂市临沭县发生的强奸案。2006年2月，山东省临沂市中级人民法院一审以强奸罪判处其无期徒刑。2017年11月16日，最高人民法院认定张志超强奸致人死亡、另一被告人王广超对其包庇的事实不清，主要证据之间存在矛盾，指令山东省高级人民法院再审该案。2020年1月13日，山东省高级人民法院组成合议庭，在山东省淄博市中级人民法院第一审判法庭对张志超强奸、王广超包庇案再审宣判，改判张志超、王广超无罪。

## 当事人
案件当事人张志超（1989年5月29日-），案发前系山东临沭二中分校高一24班班长。据2021年的报道，张志超已改名为张超，其后到江苏省苏州市打工，曾经在饭店当过服务员，也在工地上工作过，后又回到餐饮行业打工。

## 案件经过

### 案发
2005年1月10日6时许，被害人高某与同学王某某从高某家中离开。6时15分左右，二人进入临沭县第二中学新校分手后，高某失踪。同年2月11日14时04分，临沭县公安局接临沭县第二中学教师于某某报警称，在主教学楼三层西侧一停用的厕所内，发现高某尸体。经鉴定，高某系被他人暴力作用于颈部致机械性窒息死亡，警方也将时年16岁的临沭二中分校高一24班班长张志超锁定为凶手。根据法院一审起诉书指控，张志超于2005年1月10日6时20分作案，此时正值学生集体升国旗、跑早操的时间，当时他利用随身携带的铅笔刀，以捂口鼻、掐脖子等方式，对高某实施强奸，致其窒息死亡，随后移尸至校内一处位置偏僻的厕所中。离开时，张志超遇到同学王广超，并要求其协助看守厕所。之后，张志超到学校小卖部购买一把新锁，将藏有尸体的厕所锁住。
事件发生后，张志超的父亲、爷爷、奶奶、姥姥相继去世。其中张志超的父亲当时处于患病状态，出事后对他打击很大；而姥姥在得知孙子出事后突然休克。

### 逮捕与审判
根据公安机关提供的证明，2005年2月12日凌晨1时30分，张志超被传唤到临沭县公安局刑警大队接受讯问，同日13时30分解除传唤。翌日18时，张志超被刑事拘留。2月26日，张志超被逮捕。经警方调查认定，张志超涉嫌在教学楼洗手间强奸并杀死一名同校女生。
2006年3月6日，山东省临沂市中级人民法院一审宣判，以强奸罪判处张志超无期徒刑。以包庇罪判处王广超有期徒刑3年，缓刑3年执行。

### 申诉与再审
2011年，张志超在与母亲马玉萍的一次会见中喊冤，称自己遭到刑讯逼供。此后，马玉萍开始为儿子申诉。2012年3月19日，山东临沂中院驳回马玉萍的申诉。同年11月12日，山东省高院以“经审理查明，无证据证实申诉人张志超在公安机关所做的有罪供述系刑讯逼供所得”为由再次驳回申诉。
在山东临沂中院驳回马玉萍的申诉后，马玉萍向最高人民法院提出申诉。2016年4月起，最高人民法院立案庭通过远程视频接访系统，先后在4月25日、12月13日和2017年5月2日了解案件相关情况，并调取案件卷宗审查。2017年5月，最高法正式对张志超案立案审查。2017年11月16日，最高人民法院对张志超案作出再审决定，认为此案事实不清，主要证据之间存在矛盾，指令山东省高级人民法院对案件进行再审。在2018年5月、2018年8月、2018年11月、2019年2月、2019年5月、2019年8月的6次延期后，张志超案于2019年12月5日在山东淄博中院开庭再审。由于涉及个人隐私，此案不公开审理。庭审中，检察官当庭建议改判张志超与王广超无罪。
在再审判决中，则指出了原审出现的一些问题。在案发现场上，其痕迹物证未检验出张志超的DNA；而公安部于2018年7月作出鉴定书，经鉴定上述物证均未检测出与张志超有关的生物信息。至于案发现场裹套尸体的白色编织袋则来源不明，而本案的一些关键物证如被害人钱包、以及被告人作案时用的铅笔刀、旧锁等均未能找到。在供述方面，山东省人民检察院向法庭提交的张志超4名同班同学均证实，当天早上张志超参加了升旗，并非张志超所述的既没有参加升旗，也没有参加跑早操，故不具备原审判决认定的作案时间。在办案方面，临沭县公安局刑警大队民警在2005年2月13日8时30分至17时50分为张志超作了一次讯问笔录，但此时间段并非传唤和拘留期间，故违反《中华人民共和国刑事诉讼法》的规定。
2020年1月13日，山东省高级人民法院组成合议庭，在山东省淄博市中级人民法院第一审判法庭对张志超强奸、王广超包庇案再审宣判，改判张志超、王广超无罪。他在接受记者采访时表示准备学习技术来“撑起这个家”，并准备在律师的帮助下申请国家赔偿。6月1日，张志超向山东省临沂市中级人民法院递交了国家赔偿申请书，金额为788.9万元人民币，包括5449天的侵犯人身自由赔偿金1889440.75元以及精神损害抚慰金600万元。他还同时请求原办案机关通过《人民日报》《中国青年报》等媒体公开赔礼道歉。
2020年10月19日，媒体报道称张志超将于20日获得约332万元国家赔偿，但由于部分事情还未协商妥当，原计划签订的国家赔偿决定书未签订。
2021年1月26日，山东省临沂市中级人民法院依法审结此案，依法向赔偿请求人张超（曾用名张志超）支付赔偿金332万元。

### 相关官员问责
2022年6月23日，山东省临沂市人民检察院通报了检察院系统对该案的追责处理结果，山东检察院系统共十人因该案被追责，被问责的十名检察系统工作人员涉及山东省、临沂市、临沭县三级检察院，问责结果由党内严重警告至批评教育不等。

## 相关评论
- 澎湃新闻评论：“正义不该迟到，迟到就要追责。”该评论同时指出“办案责任终身制必须得到落实，让所有司法人员都引以为戒，让正义不再迟到”[17]。
- 《新华每日电讯》评论：“法治进步与司法公正，不能只在纠错中得以彰显，更要体现在预防和减少出错的努力之中”[18]。
- 《新京报》评论：“张志超案的确是依法治国、司法纠错大背景下的新注脚，最终的纠错本质上也是法治回响。但反思与问责力度也该够‘深’，这样才承载得起该案之‘重’”[19]。